# NGC 5598
NGC 5598 (również PGC 51354 lub UGC 9209) – galaktyka soczewkowata (S0), znajdująca się w gwiazdozbiorze Wolarza. Odkrył ją William Herschel 29 kwietnia 1788 roku.